# 華為Mate 9
华为Mate 9是由华为公司设计和销售的智能手机，为Mate系列手机，也是华为Mate 8的换代产品，包括Mate 9、Mate 9 Pro和Mate 9保时捷设计版三个版本，于2016年11月3日发布。
华为Mate 9是首款搭载麒麟960芯片的智能手机，同时也是全球首款Cortex-A73及Mali G71 MP8实现商用的智能手机，在各项能力中都有着极大的提升。

## 发布
2016年11月3日，华为在德国举办了Mate 9的新品发布会，宣布在全球范围内推出Mate 9系列手机，当时仅推出了Mate 9与Mate 9保时捷版。11月14日，Mate 9系列手机在中国发布，同时发布Mate 9 Pro。
2017年5月，标准版Mate 9推出两款新配色，即托帕蓝和玛瑙红。

## 特征

### 硬件
华为Mate 9为平板手机，采用全金属机身。该款手机采用5.9寸2.5D弧面玻璃超大屏，提供1920x1080像素的全高清分辨率。而Mate 9 Pro则采用5.5英寸2K分辨率显示屏，背部采用金属拉丝工艺设计。Mate 9还配备由瑞典指纹卡公司生产的FPC1025指纹传感器，其采用4级安全系统，保证了指纹识别速度和准确性。而Mate 9 Pro的指纹识别模块则在机身前面。
Mate 9系列机型采用华为自家的麒麟960处理器，为首款搭载该芯片的智能手机。该芯片采用Cortex-A73 CPU及Mali G71 MP8 GPU，为Cortex-A73及Mali G71 MP8的首次商用，制造工艺为台积电的16nm FinFET。芯片性能比此前发布的芯片提升18%，GPU性能表现则提升180%，在各项能力中都有着极大的提升，华为官方声称芯片运行速度为史上最快。此外还采用了基于通信基带处理器的防伪基站技术。Mate 9配备4000毫安时电池，提供4.5V/5A低压快充，还采用了快充技术。快充技术可以在半小时内充满50%的电量，90分钟内可实现完全充满。最长续航时间可达2天。在全球发布会举行时，由于当时是三星Galaxy Note 7的大范围召回期，华为消费者事业部CEO余承东也就Mate 9电池问题开玩笑说“Mate 9充电时绝对不会爆炸”。
拍照方面，Mate 9的摄像头采用徕卡技术，后置摄像头为双摄像头，为1200万（彩色）+2000万（黑白），支持光学防抖。此外，摄像头还提供“无损缩放”和“4合1混合对焦”技术，允许在不降低照片的质量的情况下放大对象。Mate 9还支持4K视频录制，同时配备800万前置摄像头。
华为Mate 9标准版提供八种颜色选择，分别是苍穹灰、摩卡金、月光银、陶瓷白、香槟金、黑色、托帕蓝和玛瑙红（其中黑色、托帕蓝和玛瑙红版本仅限中国大陆地区销售），并设有3+32GB、4+64GB、6+128GB三个版本（其中3+32GB、6+128GB仅限中国大陆地区销售，且托帕蓝和玛瑙红仅提供4+64GB版本）；而Mate 9 Pro则提供三种颜色，分别是琥珀金、银钻灰、玫瑰金（其中玫瑰金版本仅限中国大陆地区销售），并设有4+64GB、6+128GB两个版本（其中4+64GB版本仅限中国大陆地区销售）。
此外，华为还发布了Mate 9的保时捷设计版。该版本采用双曲面屏设计，背部一样为金属拉丝工艺，并且两侧做了弧形处理，最厚处仅为7.5mm，配备5.5英寸AMOLED显示屏，分辨率为2560x1440像素。手机运行组合为6+256GB，正面顶部有“PORSCHE DESIGN”的标志，且仅提供曜石黑一种颜色选择。

### 软件
Mate 9全系列预装基于Android 7.0的EMUI 5.0系统。该系统除了对UI交互以及图标进行重新设计外，还对系统进行了大幅的精简，其宣称使用16个月后，可以比对手快80%。系统90%的常用操作可以在3步以内完成，同时具备智能自学能力。2017年，华为开始在美国销售的Mate 9添加亚马逊公司研发的Amazon Alexa人工智能助理软件，这是第一个预装Amazon Alexa的智能手机。

## 销售
华为Mate 9初期在中国大陆、法国、德国、意大利、日本、科威特、马来西亚、波兰、沙特阿拉伯、西班牙、泰国和阿联酋率先发售。在中国大陆，Mate 9于2016年11月14日18:08开卖，而Mate 9 Pro与保时捷定制版则是12月15日10:08开卖。该机在中国发布后，其首发平台天猫便被销售一空。而保时捷版在中国开售后，官方销售平台华为商城也被销售一空，有黄牛已经将价格炒至数万元。该机发布四个月后，共售出500萬台，较華為Mate 8的同期銷量增長36%，预计发布一年后销量将超1200万。
2017年5月15日起，Mate 9标准版两款新配色版本托帕蓝和玛瑙红，在华为商城正式发售，且只有4GB+64GB版本可供选择。

## 评价
据Tom's 硬件指南报道称，华为Mate 9拥有丰富的功能，例如红外线发射器、立体声扬声器、指纹传感器以及一块大而明亮的5.9英寸屏幕。报道还表示：“该机仍然是市场上最快的Android手机”。而TechAdvisor报道称，Mate 9是“有潜力成为华为阵容中最好的手机”，因为它拥有强大的硬件、大容量的电池、改进的双摄像头和时尚华丽的设计。此外，Techradar也评价称Mate 9“是一款相当于 Note 7和iPhone 7的手机”，还有外媒也评论称该机是“全新的双摄像头平板”、“一个拥有5.9英寸屏、4000mAh 电池的凶猛野兽级手机”。凤凰科技评论称“渐进式的创新，摒弃花哨设计，以实用为主的华为Mate 9这次其实没有什么明显的短板其实就是最好的创新”。而快科技网站评论Mate 9 Pro称“Mate 9 Pro开了一个好头，代表国产品牌向高端进发，也给了商务人士和年轻用户一个全新的选择”。

## 其它
在華為P10/P10 Plus爆發快閃記憶體規格混用事件（即「闪存门」）後，華為低調撤下了 Mate 9 的文宣中關於 UFS 2.1 的內容。華為稱是為了更準確地描述，否認與「闪存门」有關。但大量中国网友进过测试，发行华为mate 9同样混用了UFS2.1与UFS2.0两种内存。